# マグナム小林
マグナム小林（まぐなむ こばやし、1971年8月6日 - ）は、ヴァイオリン漫談家である。落語芸術協会、東京演芸協会所属、東京演芸協会理事。本名：小林 誠。出囃子は『ああ新選組』。

## 来歴
1971年8月、千葉県千葉市稲毛区出身。
1990年3月、千葉市立千葉高校を卒業する。高校時代は野球部で捕手、主将を務めた。1994年3月、早稲田大学社会科学部卒業。大学時代は寄席演芸研究会に所属した（同期にオアシズがいる）。
1994年8月、落語家立川談志に入門する。落語立川流に所属し、立川小談林を名乗る。2000年8月、上納金滞納のため落語立川流を破門となる。以後、ヴァイオリン漫談家として活躍する。
落語芸術協会入りは、かつての師匠立川談志から、桂歌丸への働きかけにより実現した。
高座スタイルは着物（袴）にタップシューズだったが、2021年ごろからスーツ姿での高座も務めるようになっている。

## メディア

### テレビ
- 笑っていいとも

### ラジオ
- 小痴楽の楽屋ぞめき（NHK第一、2023年6月4日）

### ウェブテレビ
- DDT路上プロレスinフジサワ名店ビル（2018年4月27日、AbemaTV）